# فرانك باندا
فرانك باندا (بالإنجليزية: Frank Banda)‏ (12 يناير 1991 بمالاوي - ) هو لاعب كرة قدم ملاوي في مركز الوسط. شارك مع منتخب مالاوي لكرة القدم. أما مع النوادي، فقد لعب مع دي سي كوستا دو سول.

## وصلات خارجية
- فرانك باندا على موقع قاعدة بيانات كرة القدم.إي يو (الإنجليزية)
- فرانك باندا على موقع Soccerway.com (الإنجليزية)